# Ferdinand Blumentritt

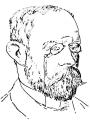
Ferdinand Blumentritt

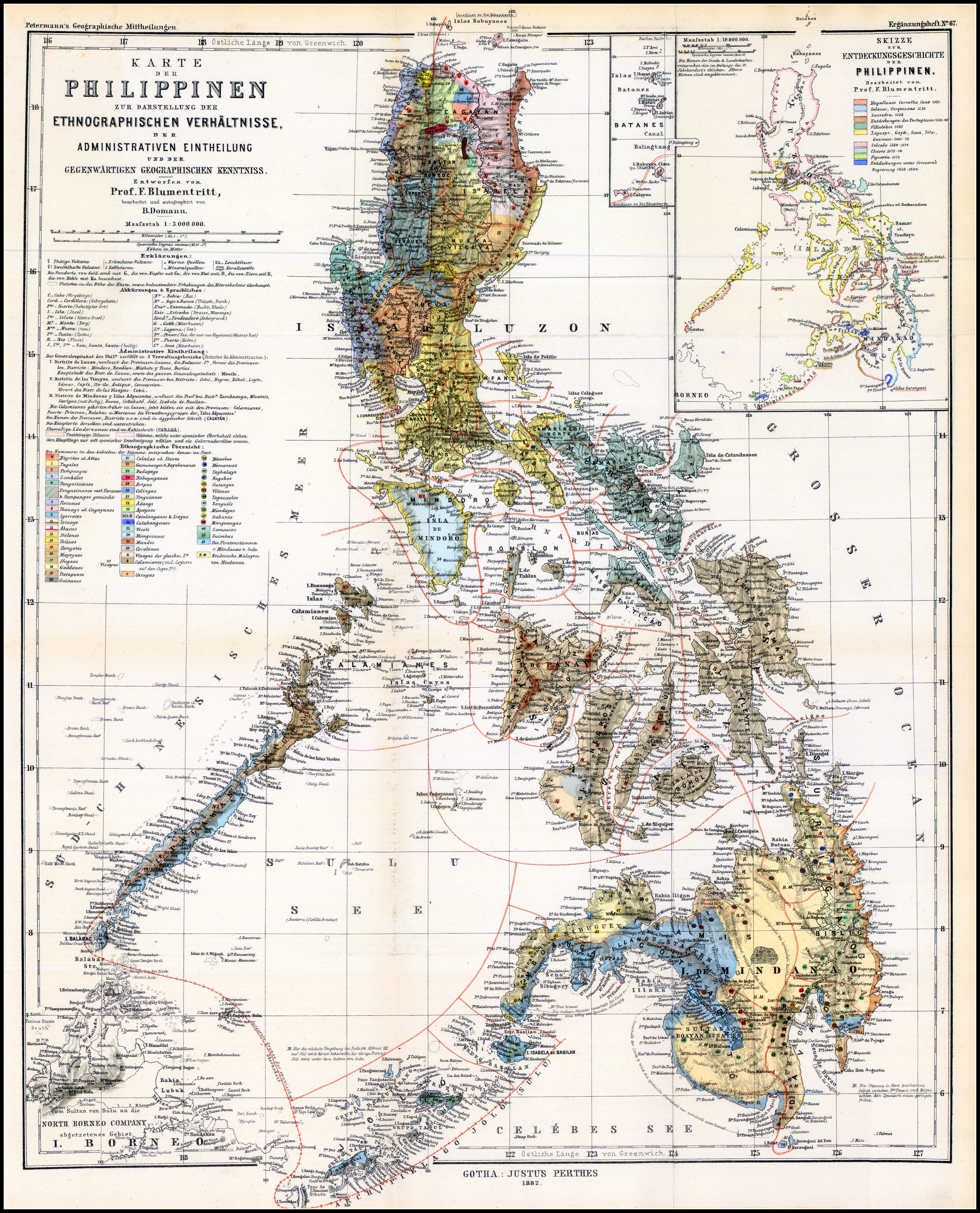
Karte der Philippinen, entworfen von Ferdinand Blumentritt, bearbeitet und autographiert von Bruno Domann

Ferdinand Blumentritt (* 10. September 1853 in Prag; † 20. September 1913 in Leitmeritz, Böhmen) war ein österreichischer Ethnograph, Lehrer und Gymnasialdirektor in Leitmeritz.
Ferdinand Blumentritt gehörte zu seinen Lebzeiten zu den besten Kennern der Philippinen, obwohl er diese nie betrat. Nach ihm sind eine Straße und eine Stadtbahn-Station in Manila benannt. Blumentritt war mit dem philippinischen Nationalhelden José Rizal befreundet.

## Mitgliedschaften
Blumentritt war Ehrenmitglied der königlichen Gesellschaft der Vaterlandsfreunde in Manila. Im März 1901 wurde er zum korrespondierenden Mitglied der von Rudolf Virchow gegründeten Berliner Gesellschaft für Anthropologie, Ethnologie und Urgeschichte ernannt.

## Werke
- Der „Tratado Anonimo“ über den Aufstand der Cumuneros gegen König Carl V. Leitmeritz 1878.
- Die Chinesen auf den Philippinen. Leitmeritz 1879.
- Die Erdbeben des Juli 1880 auf den Philippinen. 1880.
- Holländische Angriffe auf die Philippinen im 16., 17., und 18. Jahrhundert. Leitmeritz 1880.
- Die Goldfundstellen auf den Philippinen und ihre Ausbeutung. 1881.
- Versuch einer Ethnographie der Philippinen. Gotha 1882.
- Vocabular einzelner Ausdrücke und Redensarten, welche dem Spanischen der philippinischen Inseln eigenthümlich sind. Leitmeritz 1882–1885.
- Die Sprachgebiete Europas am Ausgange des Mittelalters, verglichen mit den Zuständen der Gegenwart. Prag 1883.
- El noli me tangere de Rizal. Barcelona 1889.
- J. C. Labhart-Lutz. Ein Nachruf. Leitmeritz 1889.
- Einiges über Juan Valera. Leitmeritz 1894.
- Diccionario mitologico de Filipinas. Madrid 1895.
- Das Kaiserbild. Leitmeritz 1899.
- America and the Philippines. 1900.
- Die Philippinen. Eine übersichtliche Darstellung der ethnographischen und historischpolitischen Verhältnisse des Archipels. Hamburg 1900.
- Einige Manuskripte aus dem 17. und 18. Jahrhundert. Leitmeritz 1904.
- Alphabetisches Register der Reifeprüfungsvorschriften. Leitmeritz 1909.
- Alphabetisches Verzeichnis der gebräuchlichsten Aquarellfarben. Leitmeritz 1910.